# 桥北新镇
桥北新镇是中国河南省新乡市原阳县下辖的一个镇。

## 行政区划
桥北新镇下辖：新庄村、新阳村、新王庄村、王村、刘庄村、胡堂庄村、新村、杨庄村、畜牧场。